# Treinta y seis inmortales de la poesía
Los treinta y seis inmortales de la poesía (三十六歌仙 Sanjūrokkasen?) son un grupo de poetas medievales japoneses seleccionados por Fujiwara no Kintō a comienzos del siglo XI, como los mejores ejemplos de la poesía japonesa hasta ese momento.

## Los treinta y seis inmortales de la poesía

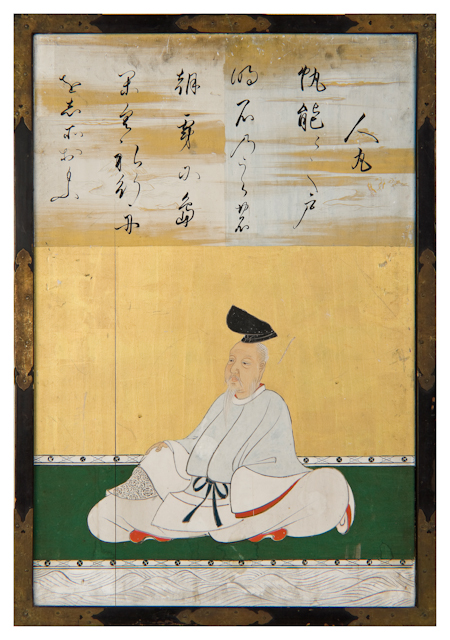
Kakinomoto no Hitomaro
 (柿本人麻呂?)
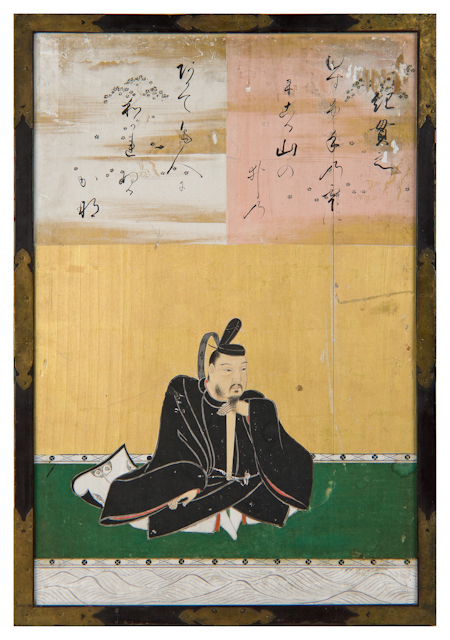
Ki no Tsurayuki
 (紀貫之?)
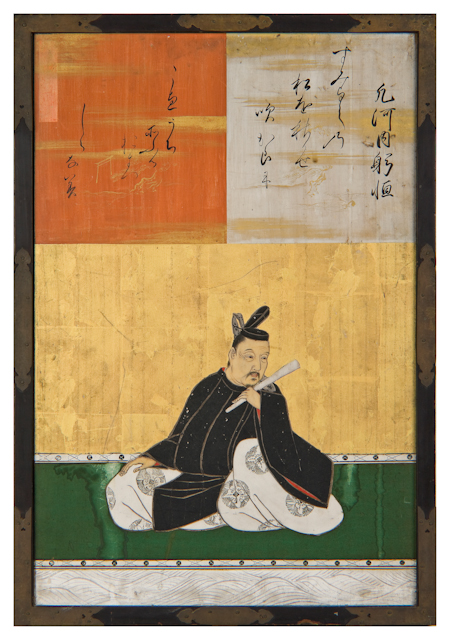
Ōshikōchi Mitsune
 (凡河内躬恒?)
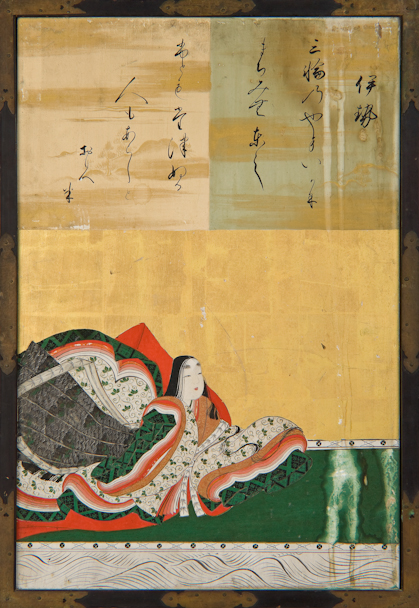
Ise (伊勢?)
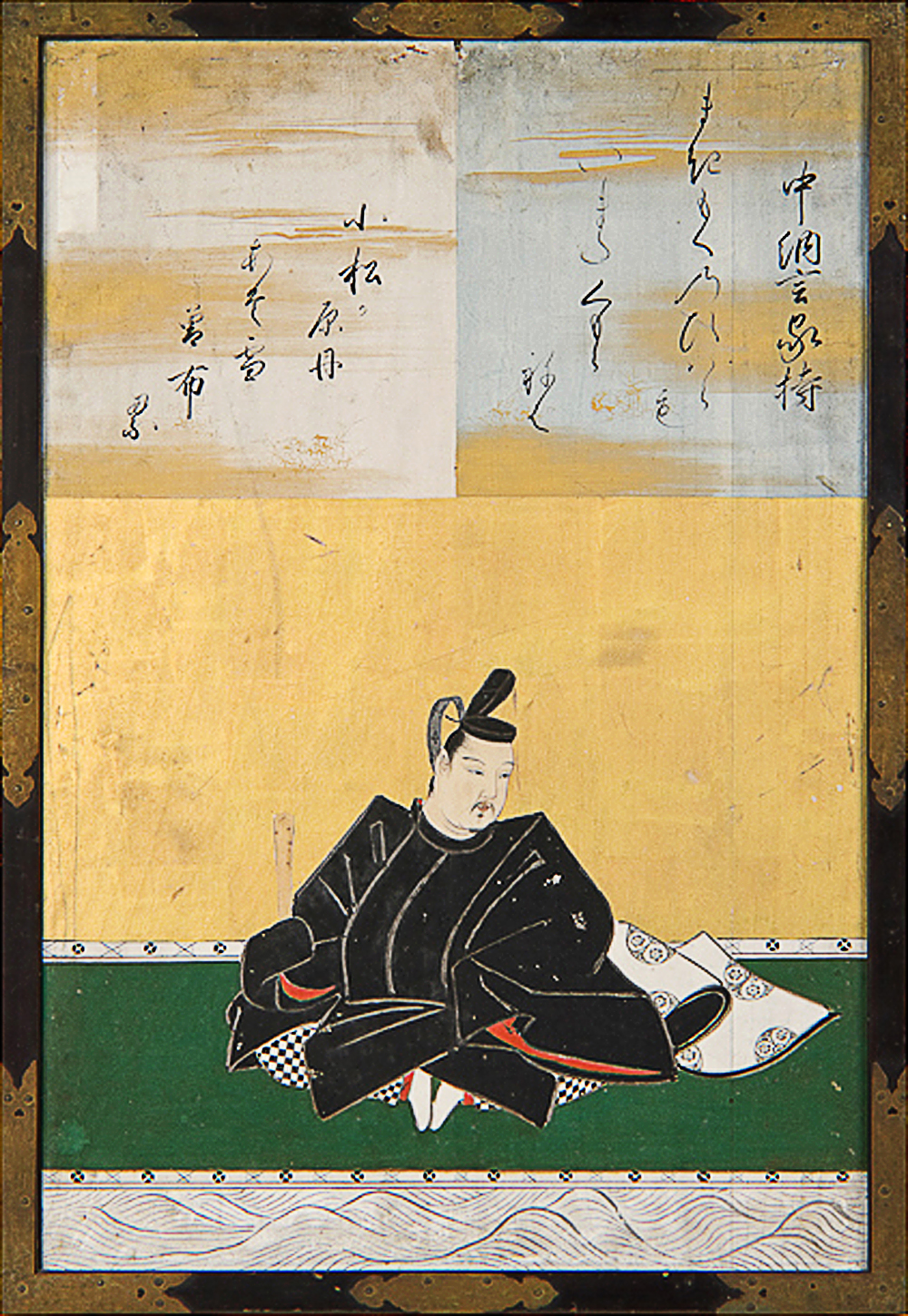
Ōtomo no Yakamochi
 (大伴家持?)
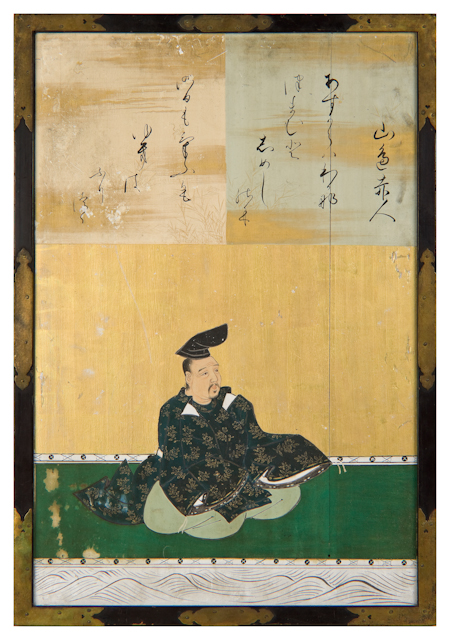
Yamabe no Akahito
 (山部赤人?)
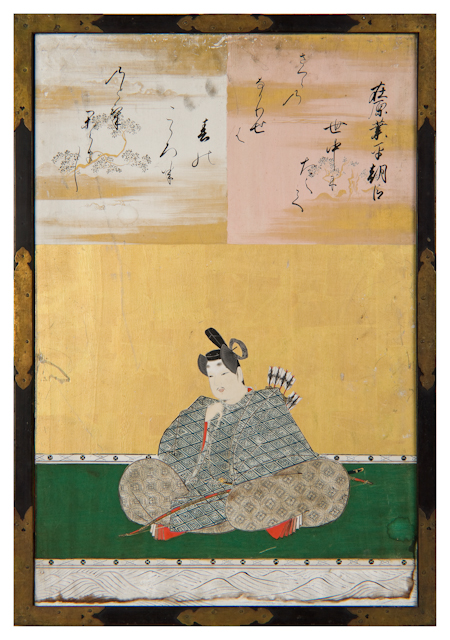
Ariwara no Narihira
 (在原業平?)
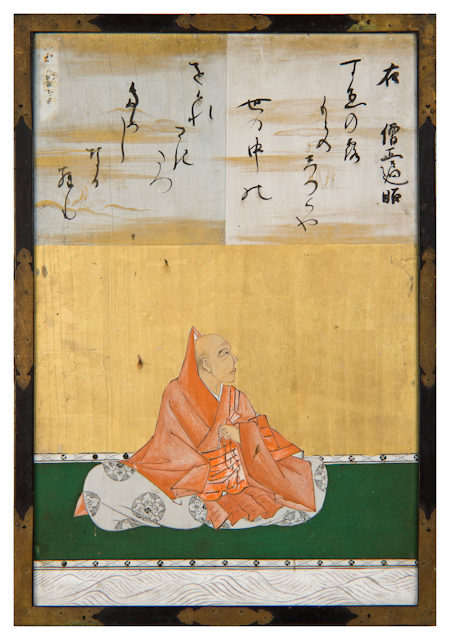
Henjō
 (遍昭?)
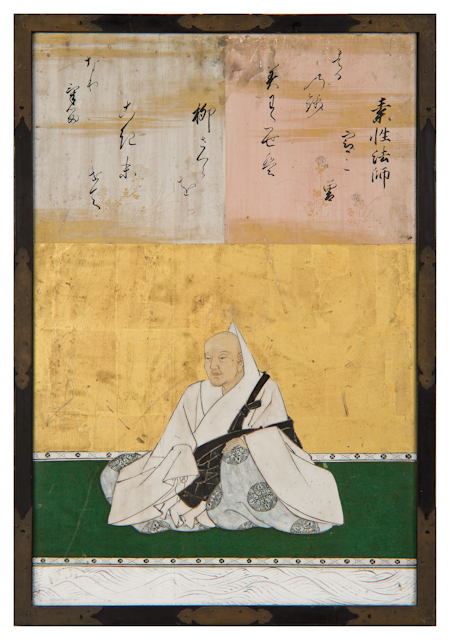
Sosei
 (素性?)
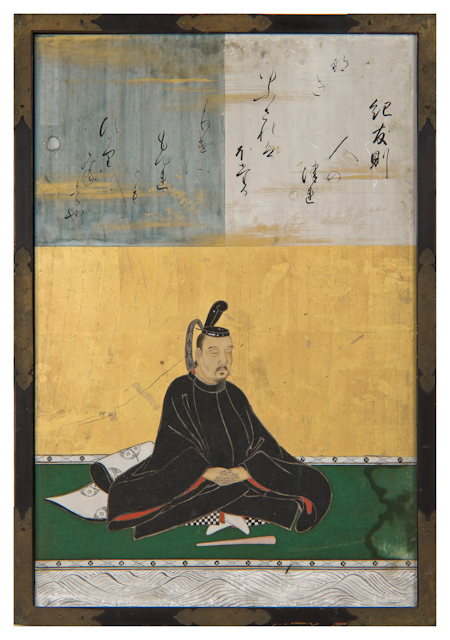
Ki no Tomonori
 (紀友則?)
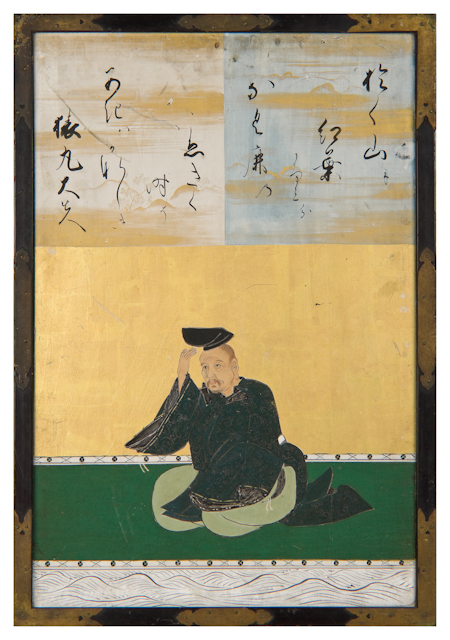
Sarumaru no Taifu
 (猿丸大夫?)
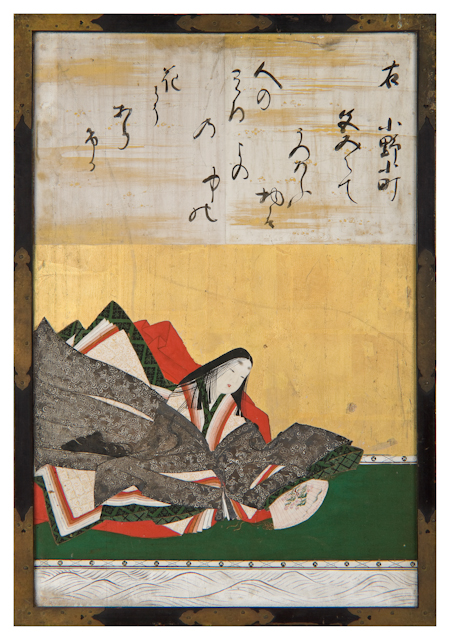
Ono no Komachi
 (小野小町?)
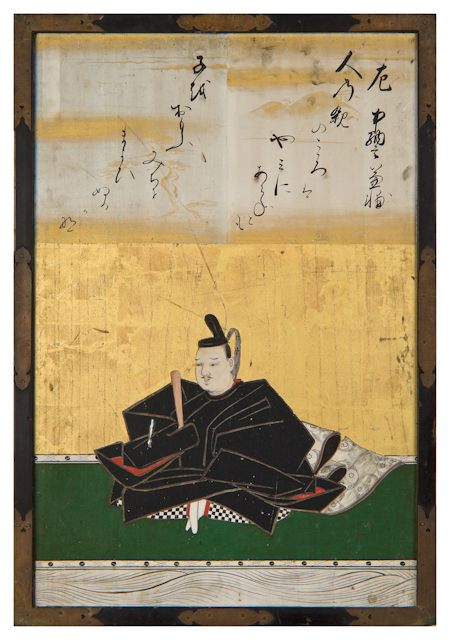
Fujiwara no Kanesuke
 (藤原兼輔?)
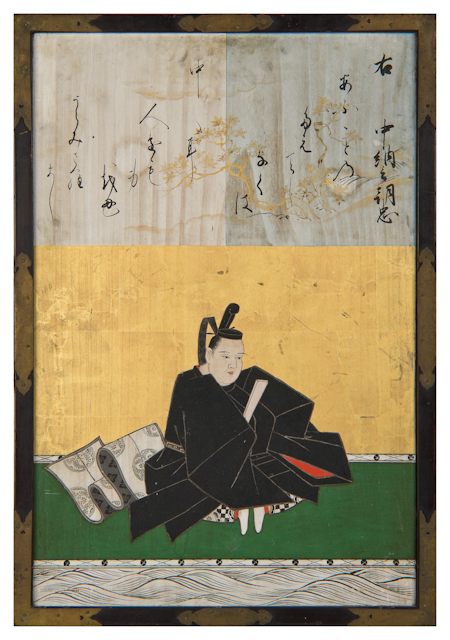
Fujiwara no Asatada
 (藤原朝忠?)
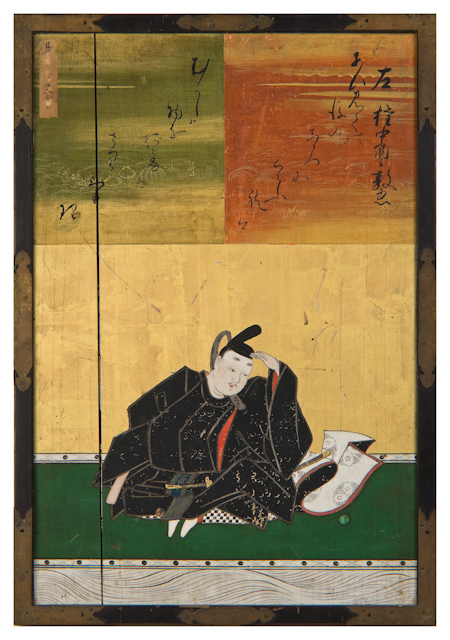
Fujiwara no Atsutada
 (藤原敦忠?)
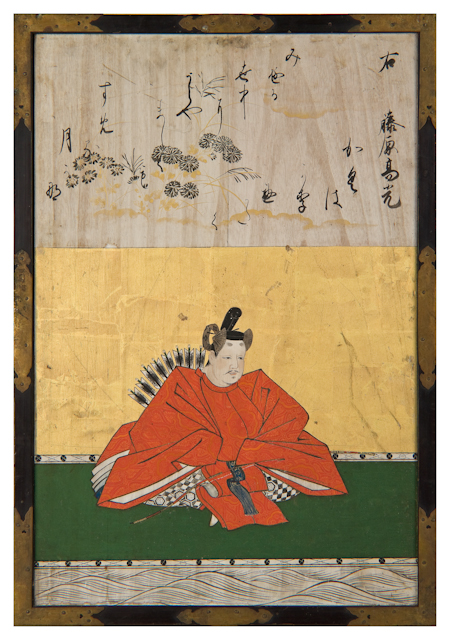
Fujiwara no Takamitsu
 (藤原高光?)
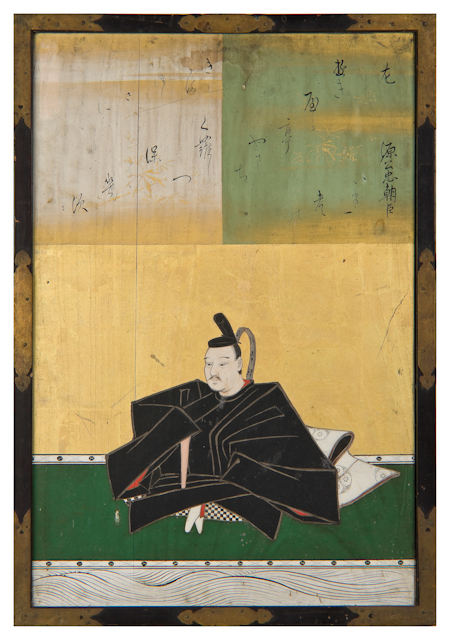
Minamoto no Kintada
 (源公忠?)
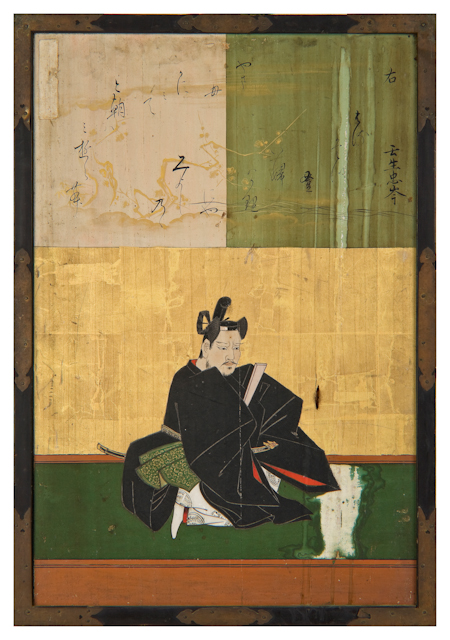
Mibu no Tadamine
 (壬生忠岑?)
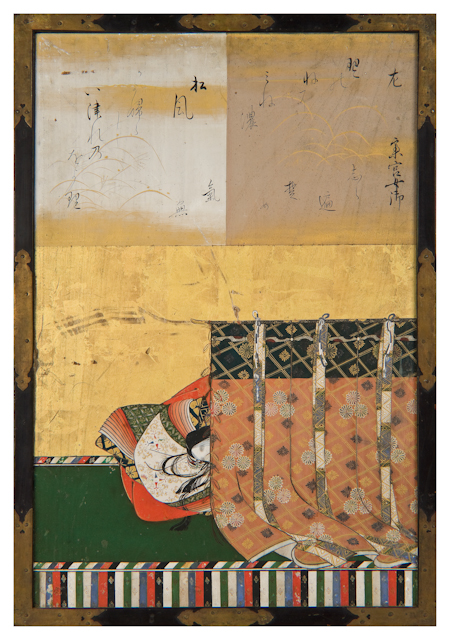
Kishi Joō
 (徽子女王?)
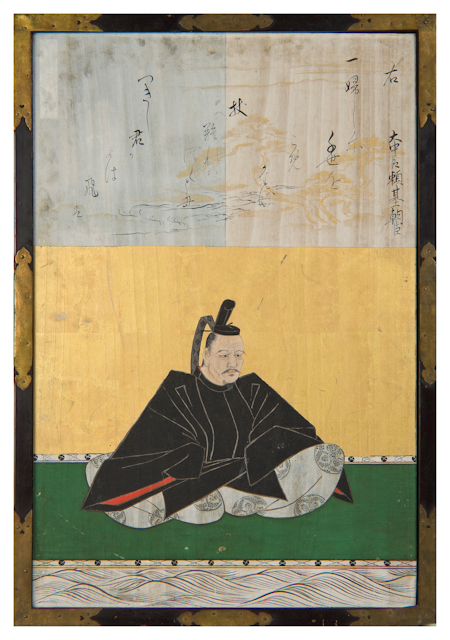
Ōnakatomi no Yoritomo
 (大中臣頼基?)
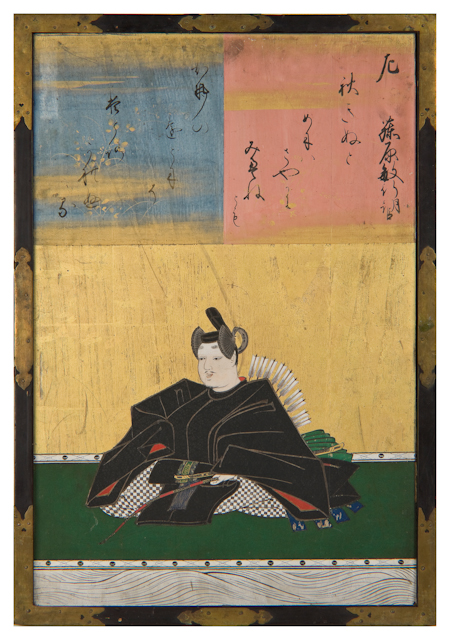
Fujiwara no Toshiyuki
 (藤原敏行?)
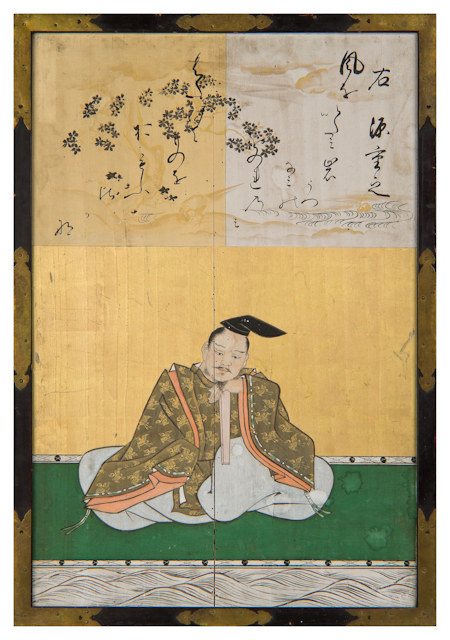
Minamoto no Shigeyuki
 (源重之?)
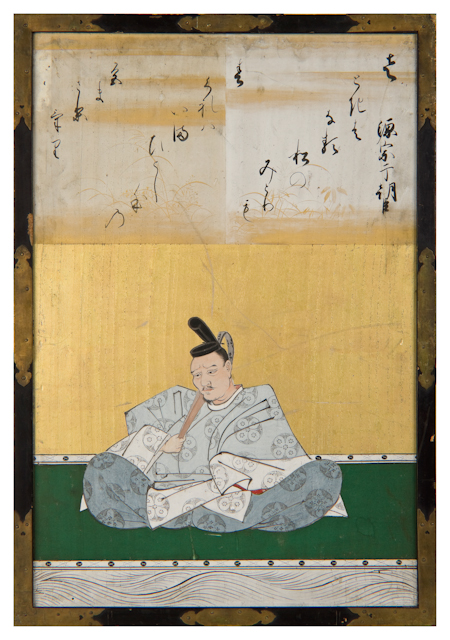
Minamoto no Muneyuki
 (源宗于?)
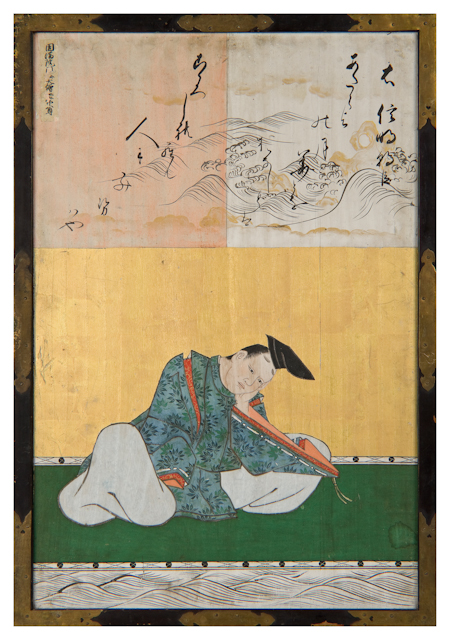
Minamoto no Saneakira
 (源信明?)
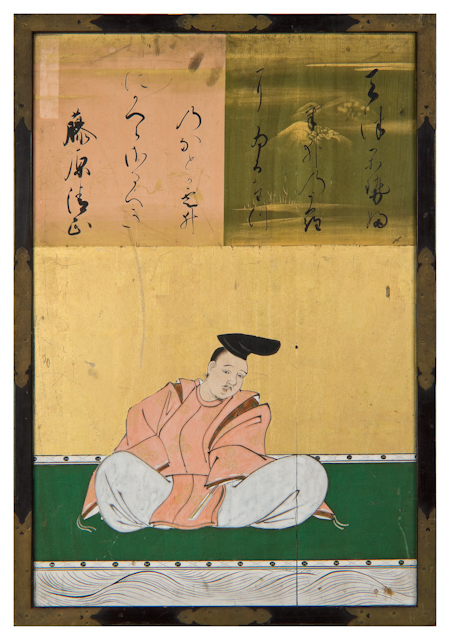
Fujiwara no Kiyotada
 (藤原清正?)
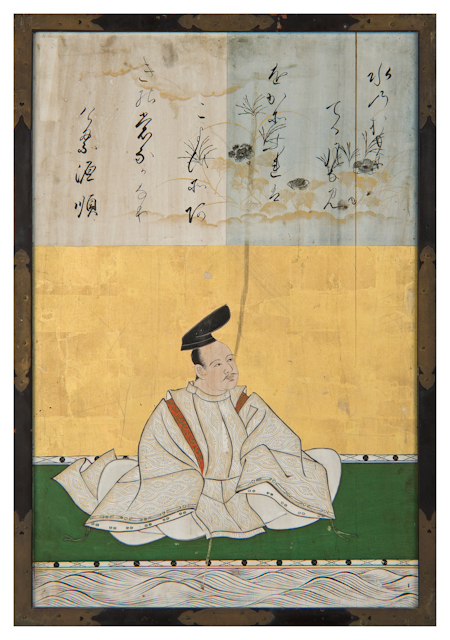
Minamoto no Shitagō
 (源順?)
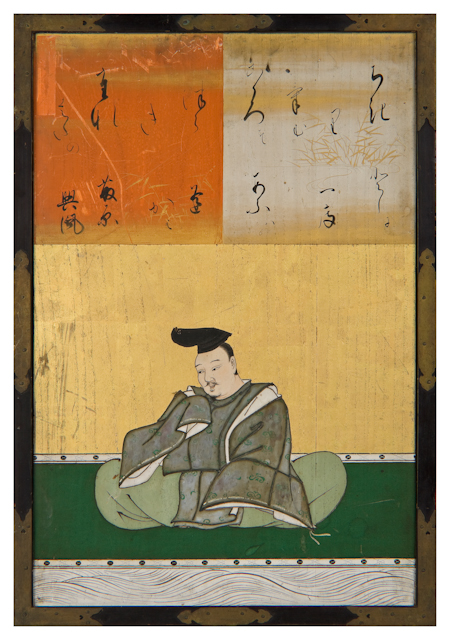
Fujiwara no Okikaze
 (藤原興風?)
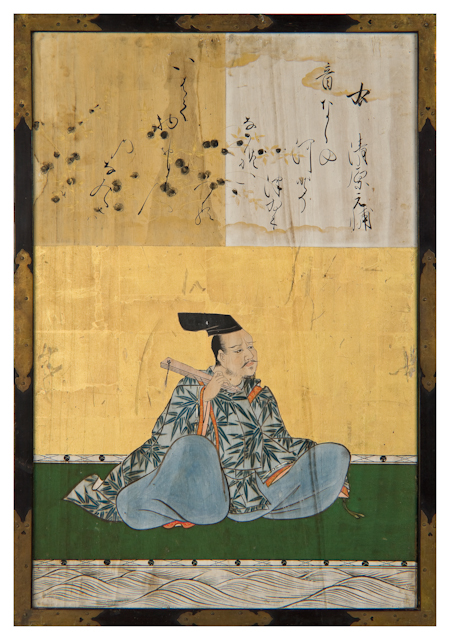
Kiyohara no Motosuke
 (清原元輔?)
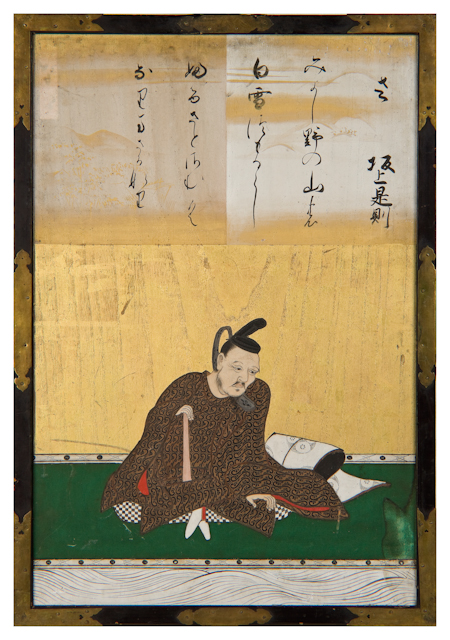
Sakanoue no Korenori
 (坂上是則?)
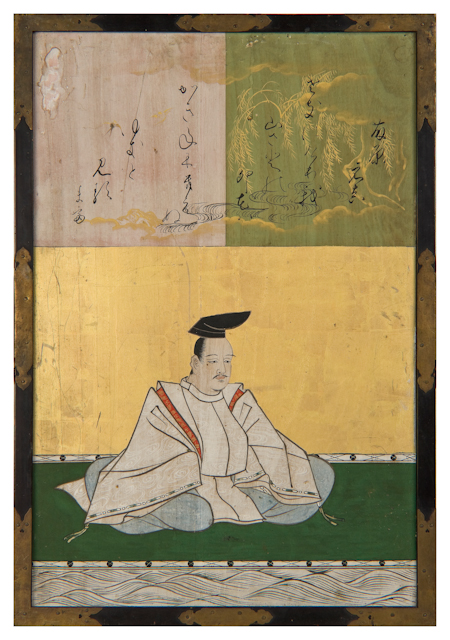
Fujiwara no Motozane
 (藤原元真?)
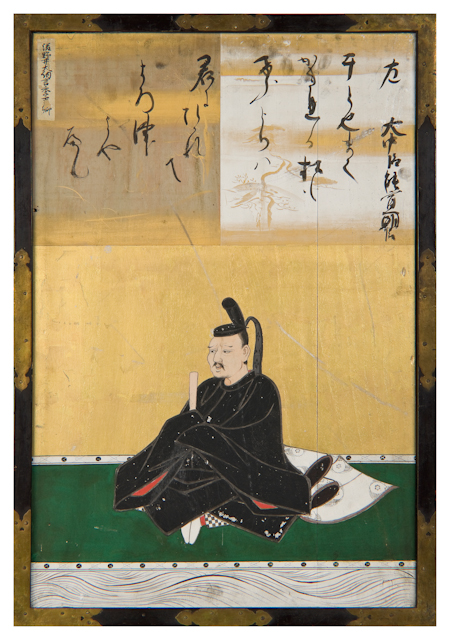
Ōnakatomi no Yoshinobu
 (大中臣能宣?)
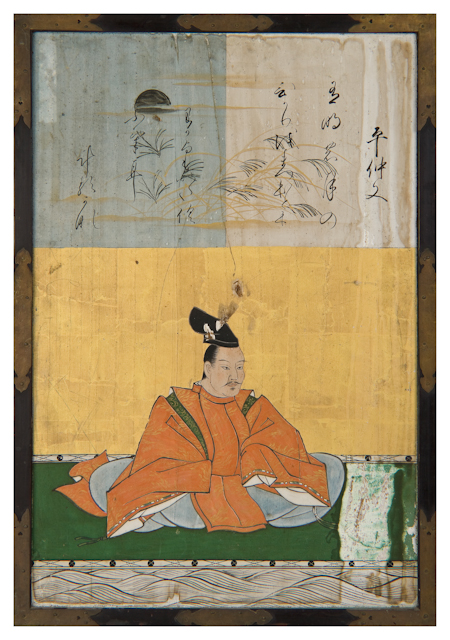
Fujiwara no Nakafumi
 (藤原仲文?)
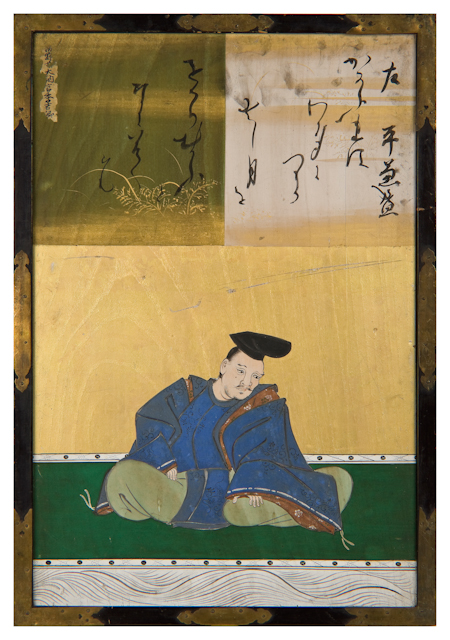
Taira no Kanemori
 (平兼盛?)
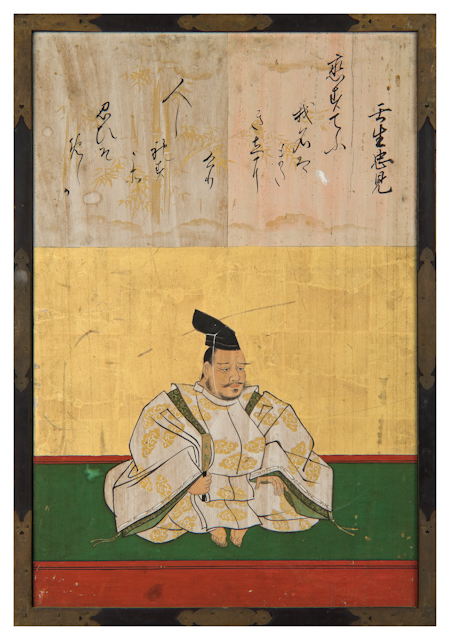
Mibu no Tadami
 (壬生忠見?)
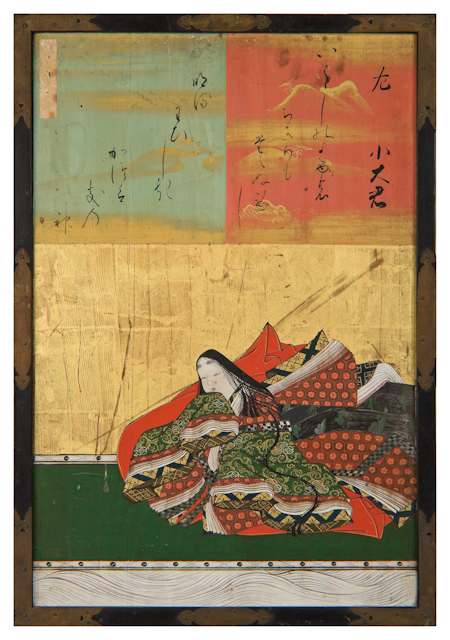
Kodai no Kimi
 (小大君?)
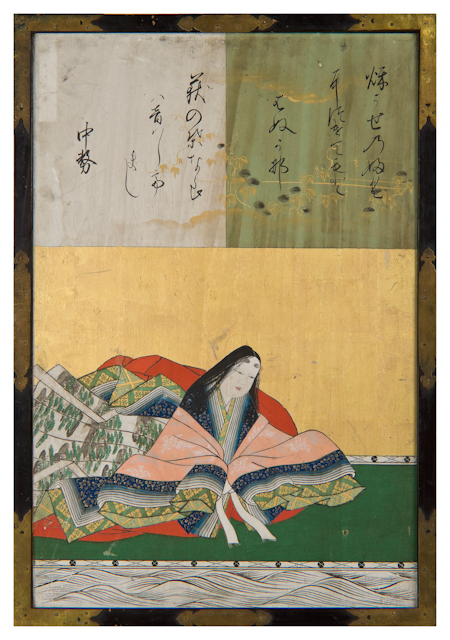
Nakatsukasa
 (中務?)

## Otras listas de inmortales de la poesía
Adicional a esta lista existen otras que agruparon poetas durante la era Kamakura tales como el Nyōbō Sanjūrokkasen (女房三十六歌仙?), que agrupa exclusivamente a treinta y seis poetisas cortesanas y el Chūko Sanjūrokkasen (中古三十六歌仙?) o los "treinta y seis inmortales de la poesía medieval".
También existen dos grupos de poetas japoneses llamados Treinta y seis nuevos inmortales de la poesía (新三十六歌仙 Shinsanjūrokkasen?), uno seleccionado por Fujiwara no Mototoshi y otro que incluye poetas de la era Kamakura, de autor desconocido.